# Brion, Indre
Brion là một xã tại tỉnh Indre khu vực trung bộ Pháp. Xã này có diện tích 44,2 km², dân số thời điểm năm 2005 là 440 người. Khu vực này có độ cao trung bình 180 mét trên mực nước biển.